# شبکه (مجموعه تلویزیونی)
شبکه یک مجموعه تلویزیونی محصول سال ۱۳۸۱ به کارگردانی محمود عزیزی می‌باشد که از شبکه دو پخش شد.

## بازیگران
- ایرج راد
- بهزاد رحیم‌خانی
- پرستو صالحی
- پرویز فلاحی‌پور
- حسین پناهی
- حمید دلشکیب
- خسرو احمدی
- ساناز سماواتی
- شهاب عباسی
- علی ابوالحسنی
- علی رامز
- علی سرابی
- علی سلیمانی
- فرید کلهر
- کامران فیوضات
- کیومرث ملک‌مطیعی
- متین عزیزپور
- محمد شیری
- محمود عزیزی
- ناصر گیتی‌جاه
- یوسف تیموری